# Metalfor
Metalfor S.A. es una empresa de capitales argentinos que produce pulverizadores, cosechadoras y produjo tractores por un breve tiempo.
Es titular de dos marcas (Metalfor y Metalfor-Araus), con las que cubre diferentes mercados (con la primera pulverizadores, tractores, implementos varios y la segunda, cosechadoras).

## Historia
Metalfor se fundó en 1974, en el pueblo de El Fortín, localizado en el este cordobés y es una sigla que significa Metalurgia Fortín. En 1970, su fundador Luis Dadomo había comenzado la fabricación de su primera máquina pulverizadora, que le demoró 18 meses.
A los 20 años, su fundador construía, pintaba y vendía su producto recorriendo toda la Argentina.
En 1982 se adquiere un galpón de 10x20 metros, con 5 empleados a cargo y en 1984, construye el primer pulverizador autopropulsado.

En 1993 muda sus instalaciones a Marcos Juárez. Cuatro años después, se desarrolla la red de comercialización a nivel nacional y la presenta en Expochacra 98'.[cita requerida]
En septiembre de 2001 inaugura la planta ubicada en Ponta Grossa, Estado de Paraná, en una superficie de 30000 m² con 6000 m² cubiertos.
En 2004 completa la adquisición de una nueva planta industrial en Noetinger, Córdoba, que fuera propiedad de Agco Argentina S.A. y previamente de la familia Araus, fabricante de cosechadoras. La planta posee 6 ha y 1,5 cubiertos.
La empresa participa en las exposiciones agropecuarias del sector Argentina, como Expoagro, Agroactiva y la Exposición Rural de Palermo, entre otras.[cita requerida] Y está registrada como proveedor del Instituto Nacional de Tecnología Agropecuaria.

## Modelos producidos

### Pulverizadores
- Metalfor FM 4000 6x4
- Metalfor 2750
- Metalfor Hidrotrac
- Metalfor 7050
- Metalfor 7040
- Metalfor S2200
- Metalfor 3025
- Metalfor Múltiple 3000 AB
- Metalfor Múltiple 2800
- Metalfor Futura 2500 AB
- Metalfor Múltiple 3200 electro
- Metalfor Múltiple 3200

### Tractores
- Metalfor 1050 DTA / DTB / DTC

### Cosechadoras
- Metalfor Araus Axial Max 1475
- Metalfor Araus Axial Mix 1510 DT Hidro
- Metalfor Araus 1360
- Metalfor Araus Conventional 1370